# سعيد الحظ (مسلسل)
سعيد الحظ، مسلسل كويتي أنتج وعرض بعام 2011. تدور أحداث المسلسل حول أخوين يعملوا في ورشة وتمر عليهم الكثير من المواقف الكوميدية. المسلسل من تأليف عبد العزيز الطوالة وإخراج محمد الطوالة.
"يجسد الفنان عبد الناصر درويش دور صلاح الاخ الأصغر المهمش الذي دائما يطلب من أخيه أن يكون نائب مدير عام للسكراب الذي يفتتحان نصفه مطعماً، ودائما ما يكون مهدور الحق، وهو أيضاً صديق للفنان شهاب حاجيه الذي يعمل لديه بعد ان تطرده زوجته، ويقعان في الكثير من المواقف والمقالب المضحكة. ويقدم الفنان محمد العيسى شخصية سعيد الأخ الأكبر النشيط دائما، يفكر بطريقة للحصول على المال لتسديد احتياجاته ويراعي ظروف أمه المصابة بمرض الزهايمر ويحاول ان يعيلها ويعيل نفسه بنفسه. وتجسد الفنانة منى شداد شخصية «سياتل» زوجة شهاب حاجيه، وتملك فرقة غنائية. يقوم الفنان شهاب حاجيه بدور صاحب كراج يقع إلى جانب سكراب سعيد وصلاح، متزوج من سياتل التي يعتمد دائما عليها. أما الطباخ المشاغب في المسلسل فيؤديه الفنان إسماعيل سرور في شخصية «سمعة» الذي يتسبب في الكثير من المواقف المضحكة. وتقدم سلمى سالم شخصية نسرين صديقة سياتل وتعمل معها طقاقة."